# Diplodòcids
Els diplodòcids (Diplodocidae, "bigues dobles" en llatí) són un grup de dinosaures sauròpodes. La família inclou algunes de les criatures més llargues que mai han caminat sobre la Terra, incloent-hi Diplodocus i Supersaurus, que podrien haver assolit mides de fins a 34 metres de llarg; i el gegantesc Amphicoelias, conegut a partir d'una única vèrtebra pertanyent a un exemplar que podria haver excedit la llargada de 40 metres o assolir la de 60 metres.

## Descripció
Els diplodòcids es caracteritzaven per tenir un coll extens, un petit cap i una cua extremadament llarga amb els ossos dobles (a això es deu el seu nom). Els cossos dels diplodòcids eren grans i corpulents. Entre els membres d'aquest grup es trobaven alguns dels dinosaures més grans que hagin existit.

## Classificació
- Família Diplodocidae
  - Amphicoelias[1]
  - Australodocus[2]
  - Subfamília Apatosaurinae
    - Apatosaurus
    - Brontosaurus
    - Eobrontosaurus

  - Subfamília Diplodocinae
    - Barosaurus
    - Dinheirosaurus[3]
    - Diplodocus
    - Galeamopus
    - Kaatedocus
    - Leinkupal
    - Supersaurus
    - Tornieria